# Meyzieu
Meyzieu ist eine französische Gemeinde mit 36.437 Einwohnern (Stand 1. Januar 2022) in der Métropole de Lyon in der Region Auvergne-Rhône-Alpes.

## Geografie
Meyzieu liegt im Großraum von Lyon und gehört daher zur Métropole de Lyon. Das Gemeindegebiet wird von Canal de Jonage durchquert, wo auch ein Stauwehr mit Kraftwerksanlage betrieben wird.
Die Nachbargemeinden von Meyzieu sind Saint-Maurice-de-Beynost und Beynost im Norden, Thil im Nordosten, Jonage im Osten, Pusignan im Südosten, Genas im Süden, Chassieu im Südwesten und Décines-Charpieu im Westen. Im Norden grenzt die Gemeinde an das Département Ain.

## Geschichte
Die Stadt Meyzieu geht ursprünglich auf das Dorf Bardieu zurück. Das Dorf hat keltischen Ursprung und wurde durch die gallo-römische Epoche und das Mittelalter geprägt. Im 11. Jahrhundert wurde in der Nähe von Bardieu eine Burg errichtet. Die Einwohner errichteten am Fuß der Burg eine Kirche und ließen sich dort nieder. So war das Dorf Meyzieu entstanden. In der Folgezeit waren die Burg und das Dorf Besitz verschiedener Herrscher. 1548 hielt sich hier der französische König Heinrich in Meyzieu auf.
Während des 18. Jahrhunderts war der Ort ein ländliches Dorf, wo Buchweizen, Hafer, Roggen und Hanf angebaut wurden. Außerdem gab es Maulbeerbäume für die Seidenraupenzucht. Im Zuge der Französischen Revolution wurden die Burgherren 1789 in die Flucht getrieben. 1790 begann die Neuorganisation des Ortes, Meyzieu bekam einen Bürgermeister, wurde eine Gemeinde des Départements Isère und Hauptort eines Kantons. Ende des 18. Jahrhunderts entstand außerdem eine erste Rhône-Brücke, die die Handelsmöglichkeiten erweiterte. 1881 erlangte die Gemeinde einen Eisenbahnanschluss, 1895 wurde auf der anderen Rhône-Seite der Jonage-Kanal eröffnet, 1910 eröffnete schließlich eine Straßenbahn in Meyzieu. Auch in den 1920er- und 1930er-Jahren dominierte die Landwirtschaft in der Gemeinde. Am 27. Februar 1950 brach die Burg, die inzwischen ein Altersheim war, endgültig zusammen. In den 1960er- und 1970er-Jahren wurden Siedlungen für Heimkehrer aus Nordafrika gebaut, was zu einem starken Anstieg der Bevölkerung führte. Ein weiterer entscheidender Faktor für ein starkes Bevölkerungswachstum in der Folgezeit war die Ausweitung der Industriezone rund um Lyon. 1967 wechselte die Gemeinde vom Département Isère ins Département Rhône. Dies geschah aufgrund verwaltungstechnischer Schwierigkeiten, da der Großraum Lyon sich bis 1967 über die Départements Rhône, Isère und Loire ausbreitete. 1969 wurde die Gemeinde Teil der Agglomeration Lyon. Meyzieu gehörte bis 2015 zum Kanton Meyzieu.

## Verkehr
Die Gemeinde verfügt über einen Bahnhof. Außerdem hat Meyzieu eine Auffahrt zur A 46.

## Bevölkerungsentwicklung
| Einwohner                  | 4.483 | 10.012 | 19.435 | 26.776 | 28.077 | 28.009 | 29.380 |
| Quellen: Cassini und INSEE |       |        |        |        |        |        |        |